# Partit Laburista

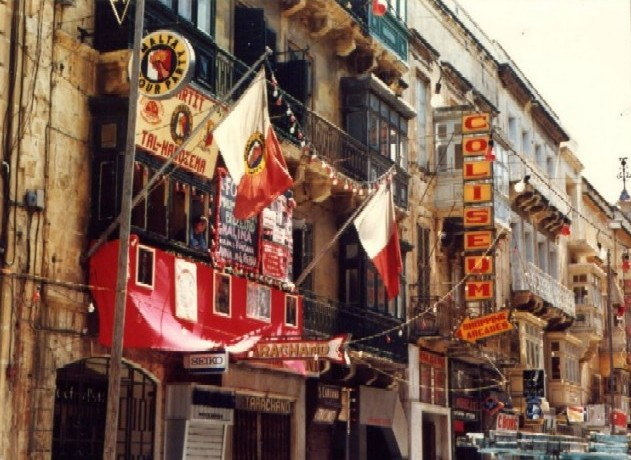
Labour Club, Republic Street, Valletta, 1985

Die Partit Laburista (PL; englisch Malta Labour Party, kurz MLP) ist die sozialdemokratische Partei Maltas. Neben der konservativen Partit Nazzjonalista ist die Partit Laburista die zweite große Volkspartei in Malta.

## Geschichte
Die Partei wurde 1921 unter der Bezeichnung Camera del Lavoro durch Gewerkschaftskreise gegründet. Ab 1949 bezeichnet sie sich als Malta Labour Party. Im Jahr 1969 spaltete sich die kommunistische Fraktion der Partei ab und gründete die Kommunistische Partei Maltas.
Die Partei stellte in der Vergangenheit mit Paul Boffa (Premierminister 1947–1950, ab 1949 Parteiführer der bis 1955 bestehenden Abspaltung Malta Workers Party), Dom Mintoff (1955–1958, 1971–1984), Carmelo Mifsud Bonniċi (1984–1987) und Alfred Sant (1996–1998) mehrfach den Premierminister Maltas.
Bei der Parlamentswahl in Malta 2013 gewann die Partit Laburista mit 54,8 Prozent erstmals seit 15 Jahren wieder die Mehrheit im Parlament und gewann auch die folgenden Wahlen 2017 und 2022. Mit Joseph Muscat (2013–2020) und aktuell Robert Abela stellt die Partei daher wieder den Premierminister Maltas.

## Medien der Partit Laburista
Der PL gehören der Fernsehsender One TV (vormals Super One Television), der Rundfunksender Super One Radio und die wöchentliche Sonntagszeitung KullĦadd.

## Europapolitik
Auf europäischer Ebene gehört die Partei der Sozialdemokratischen Partei Europas an und stellt seit der Europawahl 2019 vier der sechs maltesischen Abgeordneten im Europaparlament. In der Außenpolitik vertritt die PL einen Kurs der außenpolitischen Neutralität und ist der EU gegenüber skeptisch eingestellt.

## Name der Partei
Die Partei hat ihren Namen mehrfach geändert:
- 1921–1949 Camera del Lavoro (italienisch)
- 1949–2008 Malta Labour Party (englisch)
- seit 2008 Partit Laburista (maltesisch)

## Parteivorsitzende seit 1925
Parteivorsitzende (und Premierminister) der PL waren:
- 1925–1947 William Savona
  - 1927–1928 Michael Dundon (stellvertretend)
- 1928–1949 Paul Boffa (Premierminister: 1947–1950, 1949 Abspaltung der Malta Workers Party)
- 1949–1984 Dom Mintoff (Premierminister: 1955–1958, 1971–1984)
- 1984–1992 Carmelo Mifsud Bonniċi (Premierminister: 1984–1987)
- 1992–2008 Alfred Sant (Premierminister: 1996–1998)
  - 2008–2008 Charles Mangion (stellvertretend)
- 2008–2020 Joseph Muscat (Premierminister: 2013–2020)
- seit 2020 Robert Abela

## Wahlergebnisse

### Parlamentswahlen vor der Unabhängigkeit
| Jahr | Wahl                | Wähler | Stimmenanteil | Sitze |
| ---- | ------------------- | ------ | ------------- | ----- |
| 1921 | Parlamentswahl 1921 | 4.742  | 23,2 %        | 7/32  |
| 1924 | Parlamentswahl 1924 | 4.632  | 19,2 %        | 7/32  |
| 1927 | Parlamentswahl 1927 | 5.011  | 14,5 %        | 3/32  |
| 1932 | Parlamentswahl 1932 | 4.138  | 8,6 %         | 1/32  |
| 1939 | Parlamentswahl 1939 | 3.100  | 8,8 %         | 1/10  |
| 1945 | Parlamentswahl 1945 | 19.071 | 76,2 %        | 9/10  |
| 1947 | Parlamentswahl 1947 | 63.145 | 59,9 %        | 24/40 |
| 1950 | Parlamentswahl 1950 | 30.332 | 28,6 %        | 11/40 |
| 1951 | Parlamentswahl 1951 | 40.208 | 35,7 %        | 14/40 |
| 1953 | Parlamentswahl 1953 | 52.771 | 44,6 %        | 19/40 |
| 1955 | Parlamentswahl 1955 | 68.447 | 56,7 %        | 23/40 |

### Parlamentswahlen nach der Unabhängigkeit
| Jahr | Wahl                | Wähler  | Stimmenanteil | Sitze |
| ---- | ------------------- | ------- | ------------- | ----- |
| 1962 | Parlamentswahl 1962 | 50.974  | 33,8 %        | 16/50 |
| 1966 | Parlamentswahl 1966 | 61.774  | 43,1 %        | 22/50 |
| 1971 | Parlamentswahl 1971 | 85.448  | 50,8 %        | 28/55 |
| 1976 | Parlamentswahl 1976 | 105.854 | 51,5 %        | 34/65 |
| 1981 | Parlamentswahl 1981 | 109.990 | 49,1 %        | 34/65 |
| 1987 | Parlamentswahl 1987 | 114.936 | 48,9 %        | 34/69 |
| 1992 | Parlamentswahl 1992 | 114.911 | 46,5 %        | 31/65 |
| 1996 | Parlamentswahl 1996 | 132.497 | 50,7 %        | 35/69 |
| 1998 | Parlamentswahl 1998 | 124.220 | 47,0 %        | 30/65 |
| 2003 | Parlamentswahl 2003 | 134.092 | 47,5 %        | 30/65 |
| 2008 | Parlamentswahl 2008 | 141.888 | 48,8 %        | 34/69 |
| 2013 | Parlamentswahl 2013 | 167.533 | 54,8 %        | 39/69 |
| 2017 | Parlamentswahl 2017 | 170.976 | 55,0 %        | 37/67 |
| 2022 | Parlamentswahl 2022 | 162.707 | 55,1 %        | 38/67 |

### Europawahlen
| Jahr | Wahl            | Wähler  | Stimmenanteil | Sitze |
| ---- | --------------- | ------- | ------------- | ----- |
| 2004 | Europawahl 2004 | 118.983 | 48,42 %       | 3/5   |
| 2009 | Europawahl 2009 | 135.917 | 54,77 %       | 3/5   |
| 2014 | Europawahl 2014 | 134.462 | 53,39 %       | 3/6   |
| 2019 | Europawahl 2019 | 141.267 | 54,29 %       | 4/6   |
| 2024 | Europawahl 2024 | 117.805 | 45,26 %       | 3/6   |